# Тепловой режим здания
Тепловой режим здания — это совокупность всех факторов и процессов, определяющих обстановку в его помещениях.
Помещения здания изолированы от внешней среды ограждающими конструкциями, что позволяет создать в них определённый микроклимат. Наружные оrраждения защищают помещения от непосредственных атмосферных воздействий, а специальные системы кондиционирования поддерживают определённые заданные параметры внутренней среды. Совокупность всех инженерных средств и устройств, обеспечивающих заданные условия микроклимата в помещениях здания (ограждающие конструкции, солнцезащитные устройства, другие конструктивно-планировочные средства, а также системы отопления и охлаждения, вентиляции, кондиционирования воздуха), называют системой кондиционирования микроклимата.
Под действием разности наружной и внутренней температур, солнечной радиации и ветра помещение теряет тепло через оrраждения зимой и нагревается летом, гравитационные силы, действие ветра и вентиляция создают перепады давлений, приводящие к перетеканию воздуха между сообщающимися помещениями и к eгo фильтрации через поры материала и неплотности оrраждений. Атмосферные осадки, влаговыделения в помещениях, разность влажности внутpeннегo и наружногo воздуха приводят к влагообмену через ограждения, под влиянием котopoгo возможно увлажнение материалов и ухудшение защитных свойств и долговечности наружных стен и покрытий.
Процессы, формирующие тепловую обстановку помещения, необходимо рассматривать в неразрывной связи между собой, ибо их взаимное влияние может оказаться весьма существенным. Например, фильтрация воздуха и увлажнение конструкций могут в несколько раз увеличить теплопотери помещения зимой. В то же время создание благоприятной воздушной среды в помещении требует организации eгo воздухообмена и влагообмена с наружной средой.
Расчет теплопотерь здания.
Теплопотери здания прямо пропорциональны важнейшему теплоэнергетическому показателю — удельной отопительной характеристике {\displaystyle q}:
{\displaystyle q=k/R}, Вт/м³ × C°,
где {\displaystyle R} — интегральное термическое сопротивление ограждений, C° × м²/Вт, а {\displaystyle k} — коэффициент компактности здания:
{\displaystyle k=F/V}, [1/м],
где {\displaystyle F} — общая площадь внешних ограждающих конструкций, м², а {\displaystyle V} — объём здания, м³.
Таким образом, чем больше площадь ограждающих конструкций, стен, тем более значительны потери. Из этой формулы также следует, что уменьшение зданий до размеров менее 2,5-3 тысяч кубометров неэффективно.
Моделирование теплового режима целого здания для изучения алгоритмов оптимального управления с целью получения максимальной экономии энергии при отоплении целого здания является актуальной проблемой.
Оптимальное управление тепловым режимом жилых и офисных зданий с целью получения максимальной экономии энергии возможно проводить расчетным путем при моделировании теплового режима целого здания, а результаты необходимо сравнивать с экспериментом, для подтверждения полученных результатов.